# IEFBR14
IEFBR14 ist ein Hilfsprogramm, welches in IBM-Großrechnerbetriebssystemen seit OS/360 verwendet wird, wenn mittels JCL Dateioperationen vorgenommen werden sollen. Es handelt sich dabei um ein Programm, welches die Kontrolle sofort wieder an den Aufrufer zurückgibt (RETURN, in IBM-Assemblersprache BR 14 für Branch Register), ohne selbst irgendwelche Aktionen zu treffen.
Der Sinn von IEFBR14 ist, den syntaktischen Anforderungen von JCL gerecht zu werden. Jeder Job muss aus mindestens einem Step bestehen, und jeder Step muss mindestens ein EXEC-Statement enthalten.

## Praktische Anwendung
Eine beliebte Anwendung ist, per JCL Dateien zu löschen oder anzulegen:
```
//
LOESCH
 
EXEC
 
PGM
=
IEFBR14

//
DUMMY1
   DD 
DSN
=
FILE
.
TO
.
DELETE
,

//
            
DISP
=
(
MOD
,
DELETE
),

//
            
SPACE
=
(
TRK
,(
1
,
1
))

//
DUMMY2
   DD 
DSN
=
EINE
.
NEUE
.
DATEI
,
DISP
=
(
NEW
,
CATLG
),

//
            
AVGREC
=
M
,
SPACE
=
(
100
,(
10
,
10
))

```

In der ersten DD-Anweisung weist man JES an, ein Data Set FILE.TO.DELETE anzulegen, falls es noch nicht existiert, und nach dem Aufruf von IEFBR14 gleich wieder zu löschen. In der zweiten DD wird eine neue Datei permanent angelegt.
Das Programm besteht aus zwei Maschineninstruktionen (1. setze ReturnCode 0; 2. springe zurück).

## Implementierung
IEFBR14 gilt als Schulbeispiel für die Tatsache, dass selbst scheinbar triviale Programme Fehler enthalten können. Die ersten Auslieferungen des Programms setzten den Rückgabewert nicht auf 0, was Abfragen des Condition Code in Folgesteps behinderte:
```
IEFBR14
 
START

        
BR
 
14
 
;Return addr in R14 -- branch at it

        
END

```

Dieser Fehler wurde durch Einbauen der Instruktion SR 15,15 behoben (SR steht hierbei für Subtract Registers):
```
IEFBR14
 
START

        
SR
 
15
,
15
 
;Zero out register 15

        
BR
 
14
    
;Return addr in R14 -- branch at it

        
END

```

Allerdings hatte auch diese Version noch ein Problem, da die END-Anweisung nicht auf den Einsprungpunkt Bezug nahm. Dies wurde mit der dritten Version des Programms behoben:
```
IEFBR14
 
START

        
SR
 
15
,
15
    
;Zero out register 15

        
BR
 
14
       
;Return addr in R14 -- branch at it

        
END
 
IEFBR14

```

Um die Analyse von Dumps zu vereinfachen, wurden weitere Modifikationen vorgenommen:
```
 
IEFBR14
 
START

         
USING
 
IEFBR14
,
15
 
;Establish addressability

         
B
  
GO
            
;Skip over our name

         
DC
 
AL1
(
L
'
ID
)
     
;Length of name

 
ID
      
DC
 
C
'
IEFBR14
'
    
;Name itself

         
DS
 
0
H
            
;Force alignment

 
GO
      
SR
 
15
,
15
         
;Zero out register 15

         
BR
 
14
            
;Return addr in R14 -- branch at it

         
END
 
IEFBR14

```